# Cepheia longiseta
Cepheia longiseta is een spinnensoort uit de familie Synaphridae. De soort komt voor in Zuid-Europa.